# Gajna Skała
Der Gajna Skała ist ein Berg in den polnischen Zipser Pieninen, einem Gebirgszug der Pieninen, mit 782 Metern Höhe über Normalnull. 

## Lage und Umgebung
Der Gajna Skała liegt im Hauptkamm der Pieninen. Nördlich des Gipfels liegt der Stausee Jezioro Czorsztyńskie und südlich der Gebirgsbach Łapszanka.

## Tourismus
Der Gipfel liegt außerhalb des polnischen Pieninen-Nationalparks. Der Gipfel ist von den umliegenden Ortschaften leicht erreichbar.